# Église Notre-Dame-du-Rosaire de Brazzaville
L'église Notre-Dame-du-Rosaire est une église catholique  située à Brazzaville, capitale politique de la République du Congo.
Elle dépend de l'archidiocèse de Brazzaville (Archidioecesis Brazzapolitanus), érigé le 14 septembre 1955 par la bulle Dum Tantis du Pape Pie XII, inclus dans la province ecclésiastique de Brazzaville. Elle est dédiée à Notre-Dame du Rosaire.

## Localisation
L'église Notre-Dame-du-Rosaire est située au début de l'avenue de Ma-Loango, en allant vers la Case de Gaulle, résidence de l'ambassadeur de France au Congo, dans Bacongo, le deuxième arrondissement de Brazzaville

## Histoire
En 1952, d'un point de vue administratif, Brazzaville comprenait la ville européenne et deux cités indigènes. La ville européenne abrite les commerces dans le quartier de la Plaine et s'étend vers Le Plateau où se trouvent les administrations et l'actuel quartier présidentiel, en longeant le pool Malebo. La première cité indigène Poto-Poto (actuel arrondissement 3) se prolonge jusqu'à l'actuel arrondissement 5 Ouenzé. La seconde cité indigène Bacongo est limitrophe de la résidence du chef de l'État et abrite la résidence de l'ambassadeur de France.
Sur le plan religieux, le quartier de La Plaine est desservi par la cathédrale du Sacré-Cœur qui marque l’emplacement de la première mission fondée par Mgr Augouard,. L'église Saint-François-d'Assise dessert quant à elle le Plateau, Bacongo et le reste de la zone sud de Brazzaville. La zone nord de Brazzaville est desservie par l'église Sainte-Anne.
En 1926, le Père Dréan construit une chapelle qui sera convertie en école en 1936. Celle-ci redeviendra, après plusieurs modifications, la chapelle Notre-Dame de Bacongo. 

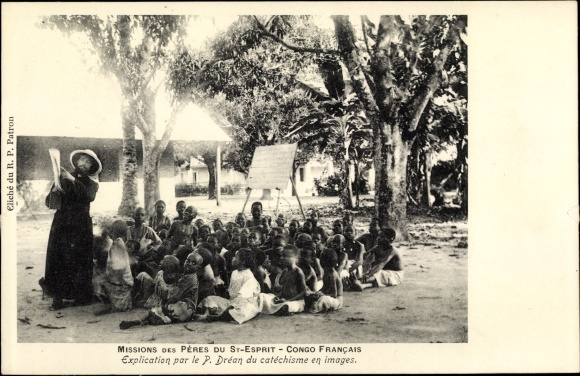
Missions des pères du Saint Esprit - Congo Français - Explications par le Père Drean du catéchisme

Jusqu'en 1939, Bacongo, fief de l'ethnie Lari ne disposait pas encore de chapelle. Le ministère était alors assuré par les Pères spiritains de la Mission centrale. En 1939, deux Pères sont venus s’installer à Saint-François-d’Assise dans le quartier du Plateau près de l’hôpital général (l’actuel quartier ministériel) et avaient à leur charge le service de l’hôpital, la cité de Bacongo et toute la mission de Goma Tsé-tsé.
En 1946, Goma tsé-tsé est détaché de la paroisse Saint-François. Cette dernière, en 1948, devient  exclusivement paroisse européenne, en plus du service de l’hôpital.
La construction d’une résidence, en matériaux durables, permet aux Pères de s’installer à proximité de leur population. Le Père Rameau, qui entreprend et suit les travaux exécutés par le frère Bonaventure, a été le premier résident de Notre-Dame. Il est aidé par le Père Le Badezet. 
Une décennie plus tard, la chapelle est devenue trop exiguë pour accueillir les paroissiens toujours plus nombreux. C'est de ce constat que naît l’idée de construire une église plus grande.
La paroisse Notre-Dame-du-Rosaire a donné deux évêques : Mgr Théophile Mbemba, en décembre 1961 et Mgr Barthélemy Batantu, en novembre 1978.

## Architecture
En 1963, Jean-Yves Normand, né à Paris en 1917, formé à l'école des Beaux Arts et récipiendaire du Grand Prix de Rome, est l'architecte de cet édifice. Il s’inspire de la tradition Kongo pour réaliser cet ouvrage et notamment pour la façade où il reprend le modèle du Ngongui, qui est un instrument de musique traditionnel, double cloche qui servait jadis à convoquer les villageois aux palabres officielles.
La bénédiction solennelle de l'église par Mgr Théophile Mbemba, son ancien curé, a lieu le 23 juin 1963.
Jean-Yves Normand part pour Brazzaville en 1947, sous contrat avec le ministère des colonies, afin de réaliser le plan d’urbanisme de la ville. C'est là, qu'il rencontre Roger Erell avec qui il conçoit conjointement de nombreux édifices comme les arcades de l'avenue Foch, afin de permettre la circulation des passants à l’abri de la pluie.
Son plan directeur fut assez suivi à l’époque, conservant assez bien la délimitation des zones. Sa volonté étant de bien séparer les commerces, des industries et des habitats, tout en imposant quelques grands axes comme l’avenue Foch. Le charme du centre-ville de Brazzaville est en grande partie dû à l'esprit visionnaire de Normand.
Ses autres réalisations sont l’hôtel de ville, le palais de Justice, le stade Massamba Débat, l’église Notre-Dame-du-Rosaire, la basilique Saint-Pierre-Claver, et bien d’autres encore.